# 西奈早熟禾
西奈早熟禾（学名：Poa sinaica）为禾本科早熟禾属下的一个种。